# Санто-Стефано (острів)
Санто-Стефано (італ. Isola di Santo Stefano) — острів у Тірренському морі, територіально входить до складу Понціанських островів, а адміністративно — до складу комуни Вентотене в провінції Латина (Лаціо).

## Географія
Острів є вулканічним, має круглу форму понад 500 м у діаметрі.

## Історія
У Середньовіччі, як і решта островів архіпелагу, через постійну загрозу з боку сарацинів і піратів острів залишався безлюдним. У XVIII столітті Неаполітанське королівство колонізувало острови, й на острові Санто-Стефано 1797 року було відкрито в'язницю, що існувала до 1965 року. Та в'язниця складалась із 99 камер розміром 4,5 на 4,2 м, що були згруповані навколо центральної сторожової вежі. Первинно вона була розрахована на 600 в'язнів, однак уже 1817 року їх там було 800. Саме в тій в'язниці був ув'язнений довічно анархіст Гаетано Бреші, який 1900 року вбив короля Італії Умберто I (за рік Бреші був знайдений повішеним у своїй камері). За часів фашистського режиму серед бранців острова Санто-Стефано побували майбутній президент Італії Алессандро Пертіні, письменник Джорджо Амендола, журналіст Леліо Бассо, політик Альтієро Спінеллі, комуніст Умберто Террачіні.
Нині острів є безлюдним.